# میگ آی-۳
میکویان-گورویچ میگ آی-۳ (به انگلیسی: Mikoyan-Gurevich I-3) یک هواپیمای ساختِ کارخانهٔ میگ در کشور اتحاد جماهیر سوسیالیستی شوروی است.